# Mutisia speciosa
Mutisia speciosa là một loài thực vật có hoa trong họ Cúc. Loài này được Aiton ex Hook. mô tả khoa học đầu tiên năm 1827.